# Área metropolitana de Redding
El Área Metropolitana de Redding y oficialmente como Área Estadística Metropolitana de Redding, CA MSA tal como lo define la Oficina de Administración y Presupuesto, es un Área Estadística Metropolitana centrada en la ciudad de Redding en el estado estadounidense de California. El área metropolitana tenía una población en el Censo de 2010 de 220.000 habitantes, convirtiéndola en la 228.º área metropolitana más poblada de los Estados Unidos. El área metropolitana de Redding comprende solamente el condado de Shasta y la ciudad más poblada es Redding.

## Composición del área metropolitana

### Ciudades
Anderson |
Redding |
Shasta Lake City 

### Lugares designados por el censo
Bella Vista |
Big Bend |
Burney |
Cassel |
Cottonwood |
Fall River Mills |
French Gulch |
Hat Creek |
Keswick   |
Lakehead-Lakeshore |
Mountain Gate |
McArthur |
Millville |
Montgomery Creek |
Old Station |
Palo Cedro |
Round Mountain |
Shasta |
Shingletown 